# San Martín (departamento de Corrientes)
San Martín é um departamento da Argentina, localizado na
província de Corrientes. Possuía, em 2019, 14.901 habitantes.